# Olympic Ledegem
Olympic Ledegem is een Belgische voetbalclub uit Ledegem. De club is aangesloten bij de KBVB met stamnummer 4263. Olympic Ledegem werd opgericht in 1945 maar speelt al heel zijn geschiedenis in de provinciale reeksen. Naast de eerste ploeg heeft de club ook een tiental jeugdploegen in competitie.